# Tatums (Oklahoma)
Tatums – miasto w Stanach Zjednoczonych, w stanie Oklahoma, w hrabstwie Carter.